# Línguas paleo-ibéricas

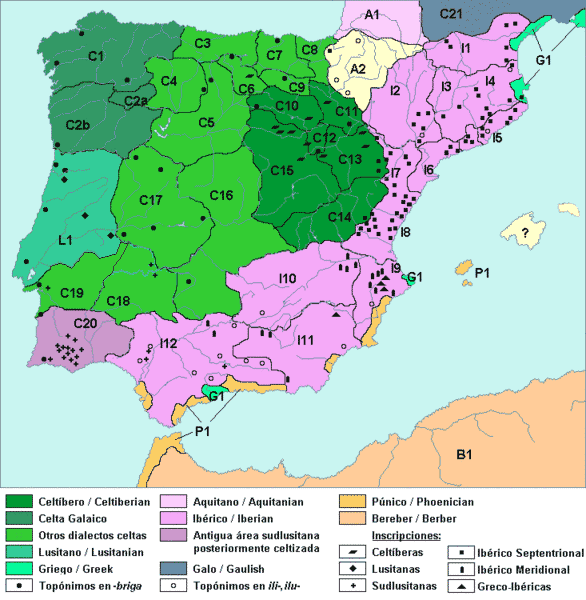
Mapa linguístico com base na distribuição dos topónimos (ili- e -briga) e inscrições de povos ibéricos pré-romanos

Chamam-se línguas paleo-hispânicas, línguas paleo-ibéricas ou pré-romanas as línguas nativas faladas na Península Ibérica antes da chegada dos romanos. O uso do termo "nativas" ou "autóctones" é controverso, pois não se conhece a origem de algumas destas línguas e parte são línguas indo-europeias (logo importadas), mas define o grupo de idiomas preexistentes não relacionados com o fenício, o grego e, claro, o latim. Nenhuma relação foi estabelecida com certeza entre estas línguas paleo-hispânicas.
Muito provavelmente, a maioria das línguas paleo-hispânicas desapareceu sem deixar rasto, mas felizmente de algumas conservaram-se inscrições, em escritas paleo-hispânicas e em alfabeto latino datadas pelo menos desde o século V a.C., ou mesmo do século VII a.C., até finais do século I a.C. ou princípio do século I d.C. Estas línguas denominam-se línguas "em ruínas" ou residuais (do alemão Restsprachen o Trümmersprachen) como o etrusco, o paleosardo, o lígure e o rético, entre outras.

## Línguas documentadas
Algumas destas línguas foram documentados diretamente através de inscrições, principalmente em escritas paleo-hispânicas:
- A língua ibérica: localizada ao longo da costa do Mediterrâneo e interior, não semelhante a uma língua indo-europeia, classificada como uma língua isolada. (escrita ibérica)
- A língua celtibérica e a língua galaica:[1][2] localizadas no centro e noroeste da Península Ibérica, línguas indo-europeias do grupo de línguas célticas, mas mais perto das línguas gaélicas que da língua gaulesa. (escrita celtibérica e em latim)
- O Língua tartéssica: no extremo sudoeste da Península Ibérica, o nome vindo de "tartessos", não relacionada com uma língua indo-européia, classificada como uma língua isolada. (em escrita do sudoeste)

Outras só se conhecem através de topónimos, antropónimos ou teónimos citados por fontes gregas e romanas:
- A língua aquitana: localizada em áreas do atual País basco, Navarra, parte ocidental dos Pirenéus e Aquitânia, talvez identificável com o proto-basco, algumas vezes identificada como vascão, não relacionada com uma língua indo-europeia, classificada como uma língua isolada.
- O língua lusitana: na região do actual Portugal, a norte da bacia do Tejo, uma língua indo-europeia, que segundo alguns autores pode ser mais semelhante às línguas itálicas ou à língua lígure antiga do que às línguas célticas. (de inscrições tardias em alfabeto latino)[3]
- A língua sorotáptica da Cultura dos Campos de Urnas[4][5]

## Diversidade linguística
Os dados de diversidade linguística de outras regiões do planeta antes da formação de estados centralizados, como a antiga Itália ou Grécia Antiga, que estão mais bem documentados que a Península Ibérica mostram para estas regiões uma diversidade linguística elevada.
A diversidade linguística de Itália com 23 línguas em 300 mil quilómetros quadrados é comparável à diversidade linguística das línguas indígenas pré colombianas de países andinos como Colombia, Equador ou Peru. Se o grau de diversidade linguística na Península Ibérica tivesse sido similar ao da Itália seriam de esperar entre 30 e 45 línguas em toda a Península. Por essa razão caberia perguntar até que ponto as diferentes variedades de ibero eram mutuamente inteligíveis, quantas línguas célticas teriam coexistido ou se as inscrições representam só uma pequena parte da variedade linguística realmente existente.